# Stuart Soroka
Stuart Neil Soroka (* 1970) ist ein kanadischer Politikwissenschaftler und Kommunikationswissenschaftler.

## Werdegang
Soroka studierte ab 1989 Politikwissenschaft an der Queen’s University in Kingston (Ontario) und schloss dort 1992 mit einem Bachelor ab. Von 1994 bis 1995 absolvierte er ein politikwissenschaftliches Masterstudium an der Carleton University in Ottawa und begann im Anschluss ein Promotionsstudium an der University of British Columbia in Vancouver, wo er 2000 promoviert wurde.
Danach war er von 2000 bis 2002 Fellow am Nuffield College der University of Oxford in Großbritannien. Ab 2002 war als Dozent am politikwissenschaftlichen Fachbereich der McGill University in Montreal tätig, zunächst als Assistant Professor und ab 2007 als Associate Professor. Zudem leitete er an der Queen’s University das  Canadian Opinion Research Archive. Anfang 2014 erhielt er an der McGill University schließlich eine volle Professur, wechselte jedoch bereits im Juli 2014 in die Vereinigten Staaten an die University of Michigan, wo er Professor am Fachbereich für Kommunikations- und Medienwissenschaft wurde. Darüber hinaus war er mit dem Center for Political Studies der University of Michigan affiliiert. 2021 ging Soroka an die University of California, Los Angeles, an der er eine Professur am Fachbereich für Kommunikationswissenschaft übernahm.

## Forschung
Inhaltlich beschäftigt Soroka sich in seiner Forschung schwerpunktmäßig mit politischer Kommunikation, politischer Psychologie sowie den Beziehungen zwischen Politikinhalten, öffentlicher Meinung und Massenmedien. Methodisch entwickelte er darüber hinaus unter anderem gemeinsam mit Lori Young und Mark Daku die Software Lexicoder zur automatisierten Inhaltsanalyse von Texten sowie ebenfalls gemeinsam mit Young das Lexicoder Sentiment Dictionary zur Sentimentanalyse.
Die Veröffentlichungen Sorokas wurden bisher über 19.000 Mal in anderen Forschungsarbeiten zitiert mit einem h-Index von 60 (Stand: März 2024). Seine meistzitierte Publikation ist dabei das 2010 gemeinsam mit Christopher Wlezien veröffentlichte Buch Degrees of Democracy, in welchem die beiden ein bereits zuvor von Wlezien entworfenes „thermostatisches“ Modell des Zusammenhangs zwischen öffentlicher Meinung und Staatsausgaben im Ländervergleich weiterentwickeln. Auf das Buch wird bislang in über 1.400 anderen wissenschaftlichen Veröffentlichungen verwiesen.

## Werke (Auswahl)
- mit Christopher Wlezien: Information and Democracy: Public Policy in the News. Cambridge University Press, 2022.
- mit Yanna Krupnikov: The Increasing Viability of Positive News. Cambridge University Press, 2021.
- Negativity in Democratic Politics: Causes and Consequences. Cambridge University Press, 2014.
- mit Christopher Wlezien: Degrees of Democracy: Politics, Public Opinion and Policy. Cambridge University Press, 2010.
- Agenda-Setting Dynamics in Canada. University of British Columbia Press, 2002.